# Sphaeropoeus speciosus
Sphaeropoeus speciosus är en mångfotingart som först beskrevs av Carl Graf Attems 1943.  Sphaeropoeus speciosus ingår i släktet Sphaeropoeus och familjen Zephroniidae. Inga underarter finns listade i Catalogue of Life.